# Parabuthus granulatus
Parabuthus granulatus je jihoafrický jedovatý štír z čeledi Buthidae.

## Rozšíření a vzhled
Dorůstá až 160 mm. Barva je variabilní. Pohybuje se od oranžové přes černohnědou až po hnědou. Je charakterizován malým telsonem. Hloubí si nory.

## Jedovatost a povaha
Jedná se o nejjedovatějšího štíra jižní Afriky. Proti jeho jedu se vyrábí sérum. Jako jeden z mála štírů pronásleduje svou kořist. Bývá nalézán v domech. Je agresivní. Jed není nebezpečný pro zdravého člověka, ale pro alergické osoby a děti je bodnutí nebezpečné a již způsobilo smrt.

## Taxonomie
Druh vytváří poddruh P. granulatus strenuus. Český název štír zrnitý se příliš nepoužívá.